# 立石義雄
立石 義雄（たていし よしお、1939年（昭和14年）11月1日 - 2020年（令和2年）4月21日）は、日本の実業家。オムロン創業者立石一真の三男で、同社代表取締役社長や、同社代表取締役会長、京都商工会議所会頭、日本商工会議所副会頭等を歴任した。

## 人物・経歴
大阪府大阪市西淀川区野里出身で、立石一真の三男である。1958年に同志社高等学校を卒業し、1962年には同志社大学経済学部を卒業した。
1963年、立石電機（現：オムロン）に入社し、徐々にキャリアを積み重ねた。1987年、兄の立石孝雄の後任として、同社代表取締役社長に就任した。「会社は創業家のものではない」との考えから、1990年に創業者の苗字を冠した「立石電機」という社名を「オムロン」へと改称した。
また、社内カンパニー制の導入に取り組んだほか、積極的な海外進出により、社長就任前から退任までの16年間で、海外での売り上げをおよそ4倍、国内外での合計売上を1.9倍へと大きく押し上げた。日本社会に与えた影響も小さくなく、駅の自動改札機や銀行の現金自動預け払い機 (ATM) の事業化・普及に貢献した。これらの業績から、同社の中興の祖と称された。
2003年、作田久男に社長を譲る形で、会長へと退いた。創業家一族以外の社長就任はこれが初となった。オムロン会長就任後は、ベンチャー・中小企業の支援や「関西文化学術研究都市」（けいはんな学研都市）の発展にも貢献した。
2007年からは京都商工会議所会頭を務めたほか、山田啓二京都府知事の要請により文化庁の京都への誘致活動に尽力した。
2020年3月末で13年務めた京都商工会議所会頭を退き、4月1日からは京都経済センターを運営する京都知恵産業創造の森の理事長に専念したが、倦怠感から翌2日に発熱し、同月5日に肺炎と診断されて京都市立病院に入院。同月6日に新型コロナウイルスに感染していることが京都商工会議所より発表された。同病院で闘病生活を続けていたが、同月21日0時27分、新型コロナウイルス感染症のため、死去。80歳没。

## 略歴
- 1939年 - 大阪府で誕生[1]。
- 1958年 - 同志社高等学校卒業[3]。
- 1962年 - 同志社大学経済学部卒業[4]。
- 1963年 - 立石電機入社[4]。
- 1973年 - 立石電機取締役[4]。
- 1976年 - 立石電機常務[4]。
- 1980年 - 立石電機営業・PR・広報担当[4]。
- 1983年 - 立石電機制御機器事業本部事業本部長[4]。
- 1983年 - 立石電機専務[4]。
- 1987年 - 立石電機社長[4]。
- 1990年 - 社名を「立石電機」から「オムロン」へと変更する[6]。
- 2003年 - オムロン会長[4]。
- 2004年 - 国際高等研究所理事長[6]。
- 2006年 - 日本国際貿易促進協会京都総局会長[6]。
- 2006年 - 日本国際貿易促進協会副会長[6]。
- 2007年 - 京都商工会議所会頭。
- 2007年 - 日本商工会議所副会頭[6]。
- 2011年 - オムロン名誉会長[5]。
- 2017年 - 京都伝統伎芸振興財団理事長[6]。
- 2017年 - 旭日重光章受章[15]。
- 2020年3月 - 京都商工会議所会頭を退任[6]。
- 2020年4月21日 - 死去。

## 家族・親族
立石家
立石家はオムロンの創業家であり、血族、姻族には実業家が多い。縁戚関係のある著名人が多数いるため、下記には立石義雄の親族の範囲に該当する著名人のみを記載した。
- 父・一真（オムロンの前身、立石電機創業者）
- 兄
  - 孝雄（オムロン会長）
  - 信雄（オムロン会長）

- 弟
  - 忠雄（オムロン副社長）
  - 文雄（オムロン会長）

親戚
- 義弟・増田英樹（オムロン副社長）

## 著書
- 『最適化社会へ 社会・産業・生活を変えるもの』（1993年10月15日、PHP研究所）ISBN 4569541275
- 『明日の経営 明日の事業 最適化社会を求めて』（1997年5月22日、PHP研究所）ISBN 4569556647
- 『未来から選ばれる企業 オムロンの「感知力」経営』（2005年11月4日、PHP研究所）ISBN 4569646301